# 红旗勋章 (捷克斯洛伐克)
红旗勋章（捷克語：Řád rudé zástavy）是捷克斯洛伐克共和国政府于1955年设立的勋章。

## 历史
“红旗勋章”是由1955年2月8日第6/1955号法令设立的。该法案于1955年2月23日正式生效。同时设立的还有“捷克斯洛伐克英雄”荣誉称号、红星勋章等一系列奖赏。1955年9月9日第44/1955号法令，以及1958年8月20日第52/1958号法令修改了部分内容。主要是授予对象的调整。
它授予作战英勇或表现突出的贡献者，多为军人，也可以是军事单位或组织。主要有两种版本。1955年至60年代初期的版本采用具有捷克传统的竖插式佩戴方式；后来采用横别针式。
随着天鵝絨革命的爆发，它于1990年10月15日被正式废除。

## 说明
- 该勋章只有一个级别。